# Rebecka Blomqvist
Rebecka Blomqvist (Uddevalla, 24 juli 1997) is een voetbalspeelster uit Zweden. Ze speelt als aanvaller voor VfL Wolfsburg in de Bundesliga.

## Clubcarrière
Blomqvist begon haar carrière bij IK Rössö Uddevalla in haar geboorteplaats Uddevalla. Hier speelde ze op het derde niveau van Zweden waarop ze 34 doelpunten maakte in 30 wedstrijden.
In de 2018 maakte Blomqvist de overstap naar de jeugdopleiding van het toenmalige Koppabergs/Göteborg. Hier speelde ze 6 seizoen waarin ze 46 doelpunten maakte in 122 wedstrijden. 
In de winterstop van het seizoen 2020-2021 maakte Blomqvist de overstap naar VfL Wolfsburg. Voor deze club maakte ze haar debuut in de Bundesliga op 5 februari 2021 in een wedstrijd tegen 1. FFC Turbine Potsdam. In deze wedstrijd maakte ze ook gelijk haar eerste doelpunt. 
Op 11 september 2023 liep Blomqvist een zware blessure op in het DFB Pokal duel tegen 1. FFC Turbine Potsdam. Hierdoor was Blomqvist het hele seizoen 2023-2024 uitgeschakeld. In het seizoen 2024/25 moest ze het vooral doen met invalbeurten. In mei 2025 maakte VfL Wolfsburg bekend dat Blomqvist de club ging verlaten. In competitiegenoot Eintracht Frankfurt vond ze haar nieuwe werkgever. In Frankfurt am Main tekende ze een driejarig contract tot medio 2028.

## Statistieken
| Seizoen   | Club                 | Land      | Competitie     | Wedstrijden | Doelpunten |
| --------- | -------------------- | --------- | -------------- | ----------- | ---------- |
| 2015      | Kopparbergs/Göteborg | Zweden    | Damallsvenskan | 17          | 2          |
| 2016      | Kopparbergs/Göteborg | Zweden    | Damallsvenskan | 22          | 4          |
| 2017      | Kopparbergs/Göteborg | Zweden    | Damallsvenskan | 20          | 4          |
| 2018      | Kopparbergs/Göteborg | Zweden    | Damallsvenskan | 22          | 14         |
| 2019      | Kopparbergs/Göteborg | Zweden    | Damallsvenskan | 20          | 4          |
| 2020      | Kopparbergs/Göteborg | Zweden    | Damallsvenskan | 21          | 9          |
| 2020/2021 | VfL Wolfsburg        | Duitsland | Bundesliga     | 10          | 4          |
| 2021/22   | VfL Wolfsburg        | Duitsland | Bundesliga     | 15          | 4          |
| 2022/23   | VfL Wolfsburg        | Duitsland | Bundesliga     | 15          | 5          |
| 2023/24   | VfL Wolfsburg        | Duitsland | Bundesliga     | 0           | 0          |
| 2024/25   | VfL Wolfsburg        | Duitsland | Bundesliga     | 16          | 1          |
| Totaal    | Totaal               | Totaal    | Totaal         | 180         | 59         |

Laatste update: 7 juni 2025

## Interlandcarrière
Blomqvist maakte haar debuut voor Zweden op 3 september 2019 in een EK-kwalificatiewedstrijd tegen Letland. In het laatste duel van deze kwalificatiereeks scoorde Blomqvist haar eerste doelpunt voor Zweden in een met 6-0 gewonnen wedstrijd tegen Slowakije.
Blomqvist zat bij de Olympische selectie van Zweden voor de Olympische Spelen 2020. Hierin wist Zweden het zilver te behalen nadat in de finale na penalty's werd verloren van Canada. Blomqvist mocht alleen haar opwachting maken in het derde groepsduel tegen Nieuw-Zeeland.
Blomqvist werd ook geselecteerd voor het EK 2022 in Engeland waarin Zweden tot de halve finales reikte. Hier was het gastland Engeland met 4-0 te sterk was. Blomqvist kwam alleen in actie in het tweede groepsduel tegen Zwitserland.
Bondscoach Peter Gerhardsson riep Blomqvist ook op voor het Wereldkampioenschap voetbal vrouwen 2023 in Australië en Nieuw-Zeeland. Zweden reikte tot de halve finale waarin Spanje met 1-2 te sterk was. In de troostfinale werd nog wel afgerekend met gastland Australië waardoor Zweden de bronzen plak won. Blomqvist kwam in vijf van de zes wedstrijden in actie en maakte daarin drie doelpunten, waaronder de gelijkmaker in de halve finale tegen Spanje. 